# Mai 2012 en sport
Cette page concerne l'actualité sportive du mois de mai 2012

## Faits marquants

### Dimanche27 mai
- rugby à XV : l'équipe galloise des Ospreys remporte pour la quatrième fois le RaboDirect Pro12 en battant en finale sur le score de 31 à 30 l'équipe irlandaise du Leinster à la RDS Arena de Dublin. La partie est très serrée et Shane Williams, qui prend sa retraite en cette fin de saison, marque son deuxième essai de la partie à deux minutes du coup de sifflet final, donnant ainsi la victoire à la province galloise. Le Leinster rate le doublé Pro12-Coupe d'Europe[19].

### Samedi26 mai
- rugby à XV : les Harlequins sont sacrés champions d'Angleterre face aux Leicester Tigers qu'ils battent sur le score de 30 à 23 lors de la finale disputée au stade de Twickenham. C'est le premier titre du club londonien et la deuxième finale consécutive perdue par les Leicester Tigers[20].

### Dimanche20 mai
- hockey sur glace : la Russie remporte le 76e championnat du monde de hockey sur glace en battant la Slovaquie en finale sur le score de 6 à 2. C'est le troisième titre des Russes après leurs victoires en 2008 et 2009, le 26e en ajoutant ceux remportés par l'équipe d'URSS[21].

### Samedi19 mai
- rugby à XV :
  - le Leinster conserve son titre de champion d'Europe en dominant largement 42-14 les Irlandais de l'Ulster lors de la finale disputée au stade de Twickenham. C'est la troisième victoire dans la compétition au cours des quatre dernières années pour la province irlandaise qui domine la scène européenne[22].
  - le club du Rugby Calvisano est sacré champion d'Italie grâce sa double victoire contre le I Cavalieri Prato en finale. Le club de la province de Brescia remporte son match à domicile sur le score de 16 à 14 une semaine après sa victoire 27 à 22 sur le terrain du club toscan[23].

### Vendredi18 mai
- rugby à XV : le Biarritz olympique bat le RC Toulon en finale du Challenge européen sur le score de 21 à 18 et remporte ainsi son premier titre sur la scène européenne. Aucun essai n'est marqué lors de la rencontre qui se résume à duel de buteurs : Dimitri Yachvili passe sept pénalités contre cinq et un drop pour Jonny Wilkinson[24].

### Dimanche13 mai
- rugby à XV : les Fidji remportent la dernière étape des IRB Sevens World Series disputée à Londres en dominant les Samoa en finale sur le score de 38 à 15. Néanmoins, le titre revient aux Néo-Zélandais qui terminent troisièmes de l'étape et collectent suffisamment de points pour rester en tête du classement général. Il s'agit de leur dixième titre dans la compétition[25].

### Samedi12 mai
- rugby à XV : le championnat de Belgique est remporté par le Dendermondse RC qui bat en finale le Kituro RC sur le score de 20 à 6. Le club de Termonde réalise le doublé après sa victoire en Coupe de Belgique une semaine avant[26].

### Dimanche6 mai
- rugby à XV : la Nouvelle-Zélande remporte la septième et avant-dernière étape des IRB Sevens World Series disputée à Glasgow. Les Néo-Zélandais battent l'équipe d'Angleterre sur le score de 29 à 14 et confortent ainsi leur première place au classement général[27].